# Designing Women
Designing Women är en amerikansk situationskomedi som producerades av Sony Pictures Television och sändes av CBS mellan 1986 och 1993.

## Handling
Fyra kvinnor driver ett designföretag i Atlanta.

## Rollista i urval
- Dixie Carter – Julia Sugarbaker
- Annie Potts – Mary Jo Shively
- Jean Smart - Charlene Frazier-Stillfield (säsong 1-6)
- Delta Burke - Suzanne Sugarbaker (säsong 1-5)
- Meshach Taylor - Anthony Bouvier
- Julia Duffy -  Allison Sugarbaker (säsong 6)
- Jan Hooks -  Carlene Frazier-Dobber (säsong 6-7)